# The Hissing of Summer Lawns
The Hissing of Summer Lawns é o sétimo álbum de estúdio da cantora e compositora canadense Joni Mitchell, lançado em novembro de 1975, por intermédio da Asylum Records.

## Lista de faixas
Todas as faixas escritas e compostas por Joni Mitchell, exceto onde escrito. 
| Lado A |                                      |         |  |
| N.º    | Título                               | Duração |  |
| 1.     | "In France They Kiss on Main Street" | 3:19    |  |
| 2.     | "The Jungle Line"                    | 4:25    |  |
| 3.     | "Edith and the Kingpin"              | 3:38    |  |
| 4.     | "Don't Interrupt the Sorrow"         | 4:05    |  |
| 5.     | "Shades of Scarlett Conquering"      | 4:59    |  |

| Lado B |                               |                                             |         |  |
| N.º    | Título                        | Compositor(es)                              | Duração |  |
| 1.     | "The Hissing of Summer Lawns" | Joni Mitchel, John Guerin                   | 3:01    |  |
| 2.     | "The Boho Dance"              |                                             | 3:48    |  |
| 3.     | "Harry's House; Centerpiece"  | Joni Mitchell, John Hendricks, Harry Edison | 6:48    |  |
| 4.     | "Sweet Bird"                  |                                             | 4:12    |  |
| 5.     | "Shadows and Light"           |                                             | 4:19    |  |
| 6.     | "Twisted"                     | Annie Ross, Wardell Gray                    | 2:21    |  |